# 法国马列主义共产党
法国马列主义共产党（法語：Parti communiste marxiste-léniniste de France）是法国历史上的一个共产主义政党。它是法国共产主义运动（马列）的后继者，1967年12月31日成立。面对人数的迅速下降，它在1985年放弃毛泽东思想，并改名为共产主义替代党。1988年12月，该党解散。